# Grävmaskin

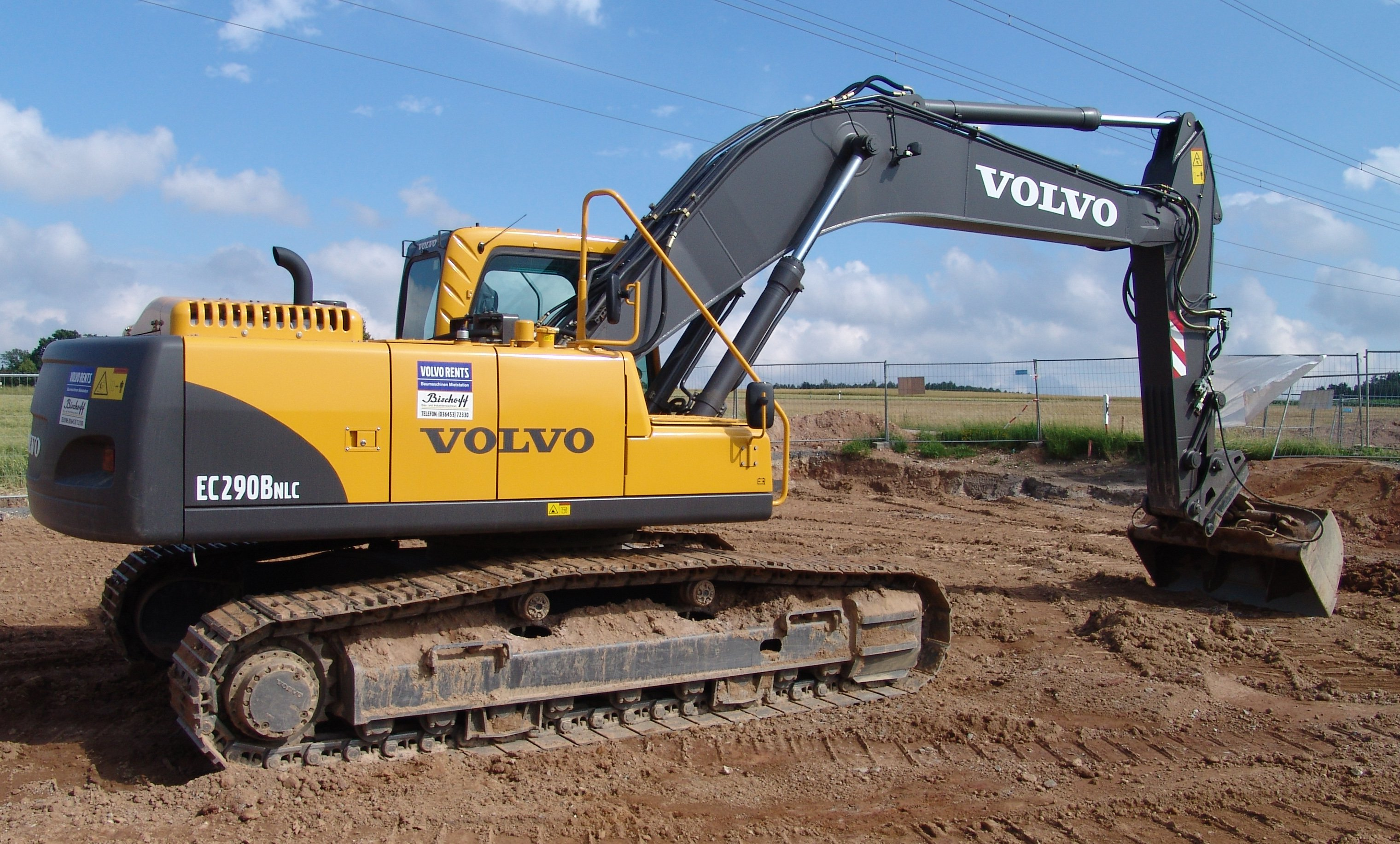
Grävmaskinen EC290 från Volvo.

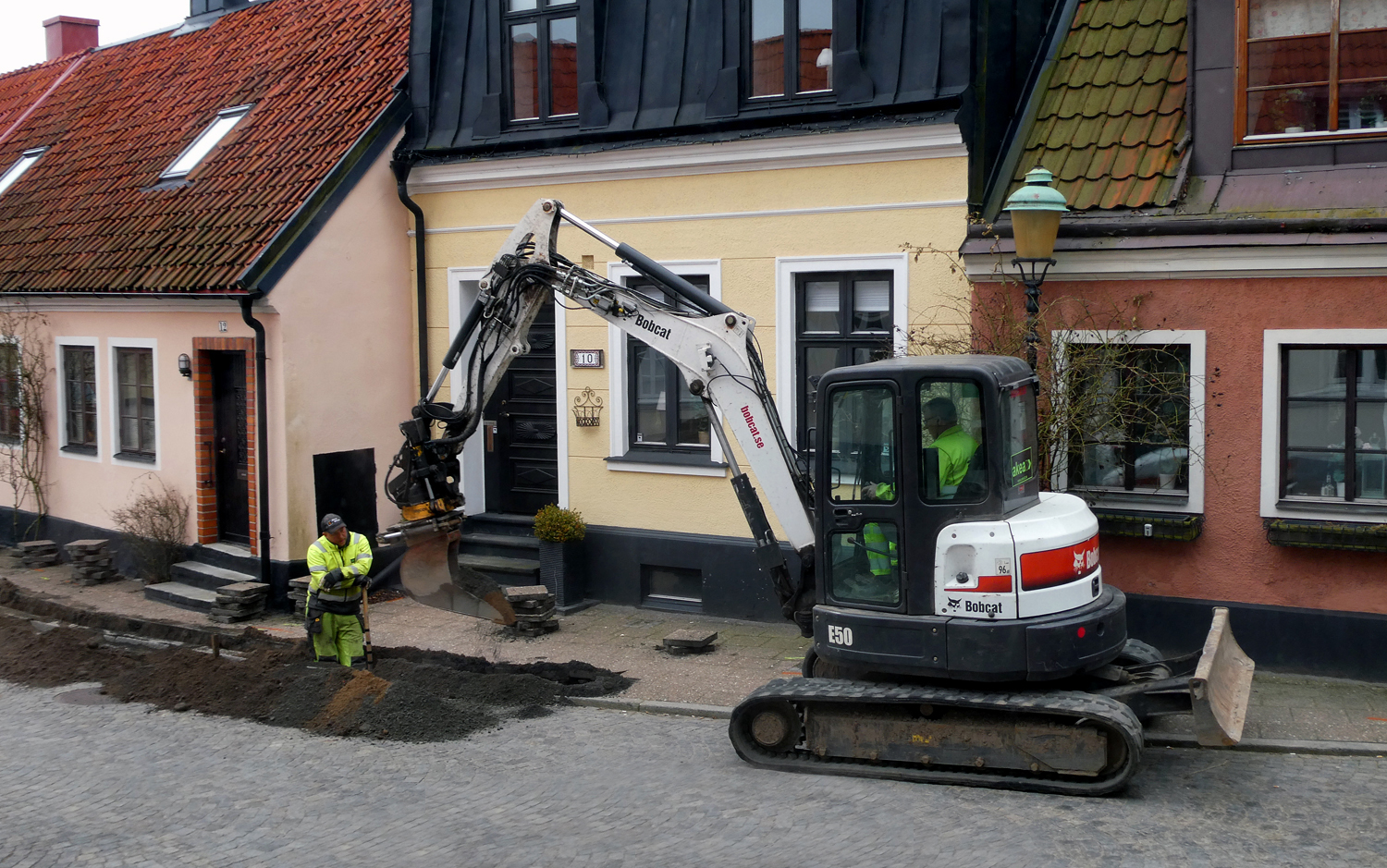
En mindre grävmaskin gräver för nerläggning av bredbandskabel i centrala Ystad 2021.

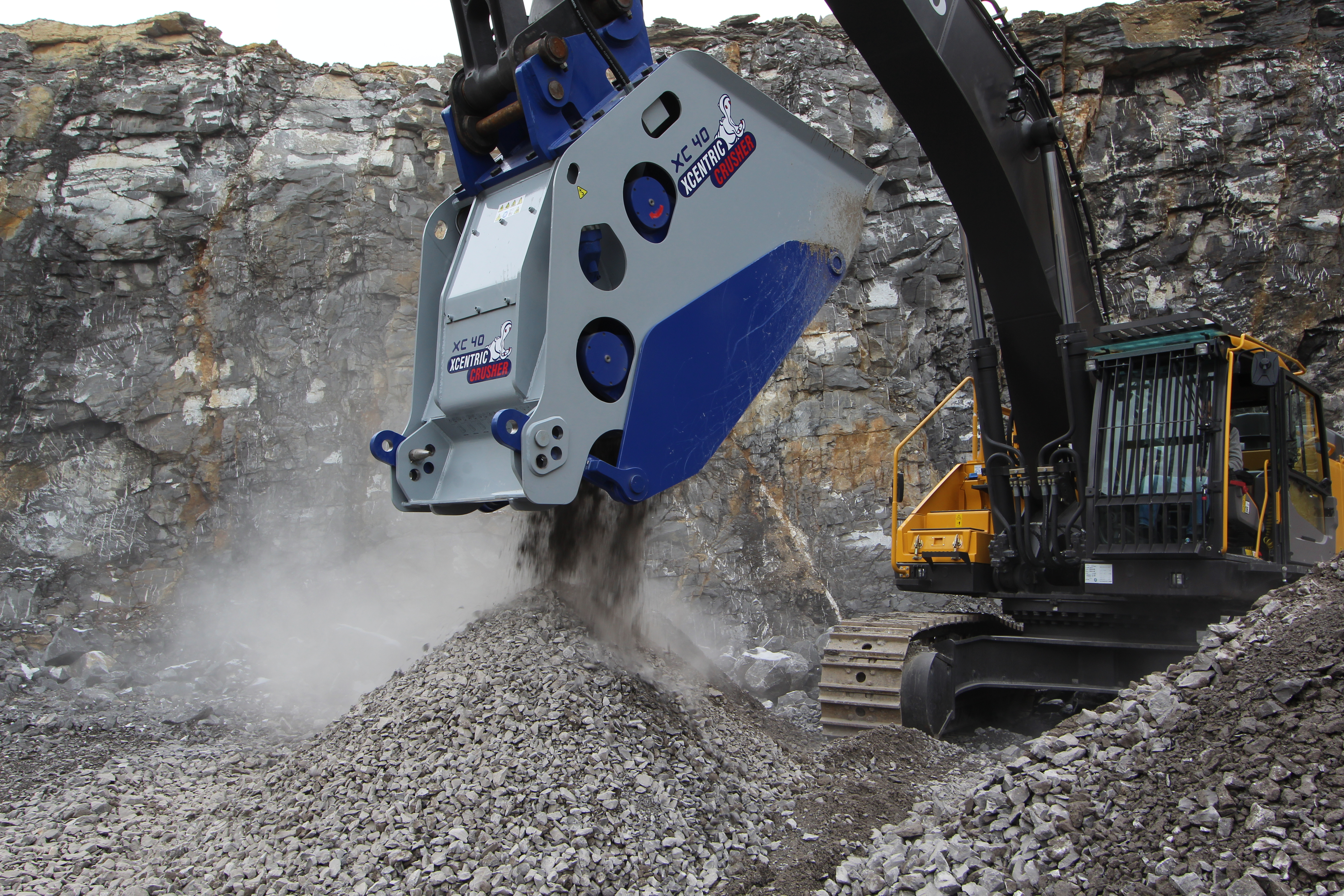
En grävmaskin försedd med en skopa med stenkross.

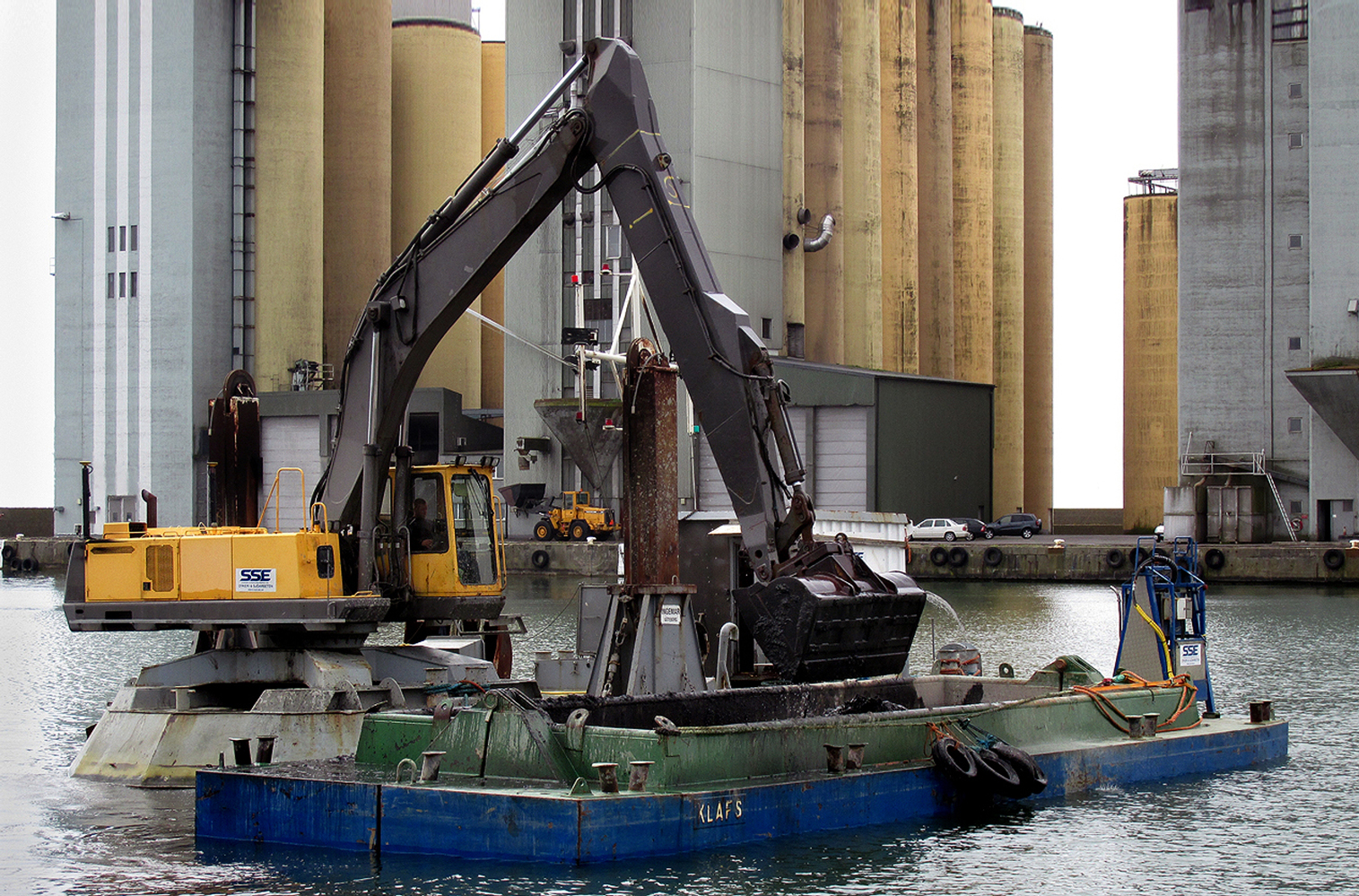
En grävmaskin på en ponton utför muddring i Ystads hamn 2015.

En grävmaskin är en typ av anläggningsmaskin som bland annat används för grävning och rivning. Grävmaskiner tillhör den grupp anläggningsmaskiner som tillverkas i störst antal av alla förekommande anläggningsmaskiner i världen.

## Konstruktion
Grävmaskiner består av en undervagn, överdel samt aggregatdel. Överdelen har en motor- och hyttdel som fritt kan roteras i förhållande till undervagnen. Själva grävarbetet utförs med grävaggregatet som är uppbyggd av två fasta länkar, bom respektive sticka/skaft, som manövreras med hydraulik som ännu fram till i början på 1960-talet manövrerades av stålvajrar och vinschar som drog upp skopan. Den senare typen benämndes "Lingrävare". På riktigt stora grävmaskiner kan stålwire fortfarande förekomma. På senare tid har så kallad "trippelbom", "knäckbom" eller "citybom" kommit till användning, där en extra, hydrauliskt manövrerad led lagts in där "monobommen" är böjd. Istället för skopor kan även andra typer av redskap, som till exempel tjälkrok, asfaltskärare, grip, eller pallgafflar anslutas till redskapsfästet som vanligtvis (på maskiner upp till cirka 50 tons totalvikt) är hydrauliskt reglerat. Under de senaste tio åren har förekomsten av eftermonterade skördaraggregat (se Skogsmaskin) på grävmaskiner ökat markant, detta som ett bra komplement vintertid då vanliga grävarbeten ofta står still. En annan bidragande orsak är att en sådan maskin är billigare än en komplett skördare. Grävmaskinen används som markberedare där marken kräver att den bereds med grävmaskin, detta kan bero på flera olika orsaker: vattenrik mark, område med risk för uppfrysnig av plantor, eller när man har gjort andra ingrepp i skogen med grävmaskin som stubbrytning och dikesrensning på kallytor. 
Grävmaskiner i viktklassen 5 - 20 ton har ibland hjuldrivning, vilket ger god mobilitet, medan tyngre modeller uteslutande är utrustade med larvbandsdrivning vilket ger bättre stabilitet och framkomlighet. Grävmaskiner med larvbandsdrivning (s.k. Bandgrävare) måste transporteras på trailrar mellan olika arbetsplatser medan hjulgrävare kan ta sig fram för egen maskin åtminstone kortare avstånd.
Minigrävare är en smidig maskin i viktklassen 0.5 - 8 ton som uteslutande är utrustad med larvbandsdrivning.
Vissa grävmaskiner har ett schaktblad infäst i underredet, som kan användas för mindre schaktningsarbeten eller som extra stöd vid grävning.
För riktigt omfattande grävarbeten i samband med stora anläggningsarbeten eller stora dagbrott används stora linmanöverade släpgrävmaskiner. Vissa av dessa flyttar sig inte med larvbandsdrivning utan med hjälp av en gångmekanism. De största grävmaskinerna i världen är av typen skovelhjulsgrävmaskiner och dessa används för konstant grävning med hög kapacitet i dagbrott.

## Användningsområden
Grävmaskiner är i huvudsak konstruerade för schaktarbeten och för arbeten som inbegriper förflyttning av jordmassor. Grävmaskiner har även visat sig lämpliga för en rad andra typer av arbeten då valfritt redskap kan monteras på maskinens redskapsfäste. Det är vanligt att moderna grävmaskiner är utrustade med extra hydraulik monterad på maskinens sticka. Ett vanligt förekommande redskap som drivs av enkelriktad hydraulik är hydraulhammaren som används vid rivningsarbeten för att slå isär betong. Av den här anledningen kallas även enkelriktad hydraulik ibland för "hammarhydraulik". Man kan även montera en crusher eller på svenska sax, detta är ett dubbelverkande verktyg som man använder för att klippa sönder betong som när man river byggnader. 
Extra hydraulik monterad på maskinens sticka kan vara både enkel eller dubbelverkande och manövreringen kan vara med fotpedal, knapp eller rulle i spak. Denna styr en riktningventil som oftast sitter integrerad i maskinens huvudmanöverventil, det finns även extra funktioner som att man kan ställa in flöde och tryck på maskinens display på nyare modeller. Man väljer om man skall ha enkelverkande eller dubbelverkande funktion antingen genom att koppla om en kran vid maskinens ventilpaket eller så sitter det automatiskt omkopplande ventiler som aktiveras elektriskt från hytten.   
Ett redskap som använder extrahydrauliken är en tiltrotator. På en tiltrotator sitter oftast två hydraulkolvar som ger en tiltfunktion på ett underliggande redskapsfäste. Förutom tiltfunktionen är även en rotator monterad, därav namnet. Med en tiltrotator kan exempelvis en planeringsskopa styras ytterst noggrant för att jämna ut slänter och plana ytor vid återställningsarbeten. Tiltrotatorer är vanligt förekommande på maskiner mellan 2 och 32 tons maskinvikt, mellan 8 och 25 ton har nära 90% av alla maskiner en sådan extrautrustning.
En grävmaskin kan även byggas om med förlängd bom och sticka. Materialhanterare för lastning av skrotråvara är en sådan variant av en i grunden ombyggd grävmaskin. Andra varianter är maskiner för muddring av kanaler och sjöar, men även höghöjdsrivare är ombyggda med samma princip. Kända tillverkare av maskiner med förlängd bom och sticka är Liebherr, CAT, Volvo, Komatsu, Hitachi, Case och Fuchs Terex.

## Tillverkare
Komatsu dominerar världsmarknaden för bandgrävmaskiner och Caterpillar ligger som tvåa bland grävmaskinstillverkarna. Volvo Construction Equipment har ökat sin marknadsandel efter förvärvet av Samsungs grävmaskinstillverkning i slutet av 1990-talet. Andra tillverkare är Doosan, Kubota, Hitachi och Hyundai. Volvo är sedan början av 1990-talet ensam svensk representant (maskinerna produceras mestadels i Korea och Tyskland). Länge fanns det ett flertal svenska grävmaskinstillverkare, varibland särskilt Åkerman och Landsverk kan nämnas.
De svenska företagen OilQuick(Hudiksvall ), SMP Parts i Ilsbo, Rototilt Group i Vindeln, Engcon i Strömsund och Steelwrist i Sollentuna tillverkar så kallade tiltrotator-utrustningar för grävmaskiner och traktorgrävare.